# Mario Reiter
Mario Reiter, född den 5 november 1970 i Rankweil, Österrike, är en österrikisk utförsåkare.
Han tog OS-guld i herrarnas superkombination i samband med de olympiska utförstävlingarna 1998 i Nagano.